# Hanna Orthmann
Hanna Orthmann est une joueuse allemande de volley-ball née le 3 octobre 1998 à Lüdinghausen. Elle mesure 1,88 m et joue au poste de réceptionneuse-attaquante. Elle totalise 8 sélections en équipe d'Allemagne.

## Clubs
| Club                     | De        | À         |
| ------------------------ | --------- | --------- |
| SC Union 08 Lüdinghausen |           | 2013-2014 |
| USC Münster              | 2014-2015 | 2016-2017 |
| US ProVictoria           | 2017-2018 | …         |

## Palmarès
- Challenge Cup
  - Vainqueur : 2019.